# Ville et Métiers d'Art
Le label Ville et Métiers d'Art est un label français créé en 1992 à l’initiative d’élus locaux au sein d'une association. 
Le réseau regroupe 106 collectivités (métropoles, communautés de communes, villes moyennes ou petites communes), soit près de 600 communes.

## Description
La candidature au label est ouverte à toutes les collectivités françaises qui en font la demande.
L'objectif est de favoriser le développement et la transmission de savoir-faire d’exception.
Sont membres de l’association, les communes, les métropoles et intercommunalités qui auront demandé et obtenu le label Ville et Métiers d’Art.
les villes détentrices du label s’engagent à :
- favoriser l’installation de professionnels des métiers d’art dans la ville, notamment par l’aménagement d’ateliers-relais, la création de pépinières, la mise à disposition de locaux en centre-ville
- organiser des actions de communication et de promotion des métiers d’art : salons, expositions, films, vidéos, publications, éditions…
- développer le tourisme culturel : visites et circuits à thèmes, journées « portes ouvertes », boutiques éphémères, maisons des arts, itinéraires de découverte en liaison avec les offices de tourisme…
- favoriser les actions auprès des publics scolaires : ateliers de sensibilisation, classes de métiers d’art, visites d’ateliers d’art…
- accompagner les actions de formation : octroi de bourses, subvention à des écoles, création d’écoles techniques et de centres de formation.

Le label est aussi un outil de promotion et de communication important sur le plan touristique.

## Attribution
Le Label est attribué pour 5 ans, sur dossier de candidature, étudié par une commission du label constituée de cinq à six experts provenant des métiers d’art, de l’enseignement spécialisé et de l’action territoriale.

## Localisation
Le siège de l'association est situé au 2, passage Roux dans le 17e arrondissement de Paris.

## Organisation
Le bureau est constitué d'un président, cinq vice-présidents, une secrétaire et une trésorière.
Le président actuel est Pierre-André PERISSOL,Ancien Ministre,Maire de Moulins,Président de la Communauté d’Agglomération de Moulins

## Villes et collectivités labellisées
En 2024, 106 collectivités (métropoles, communautés de communes, villes moyennes ou petites communes), soit près de 600 communes sont labellisées.